# Petinomys
Genre
Petinomys est un genre d'écureuils volants, rongeurs de la famille des Sciuridae. Il compte moins d'une dizaine d'espèces, toutes originaires d'Asie.

## Liste des espèces
Selon ITIS (3 août 2017) :

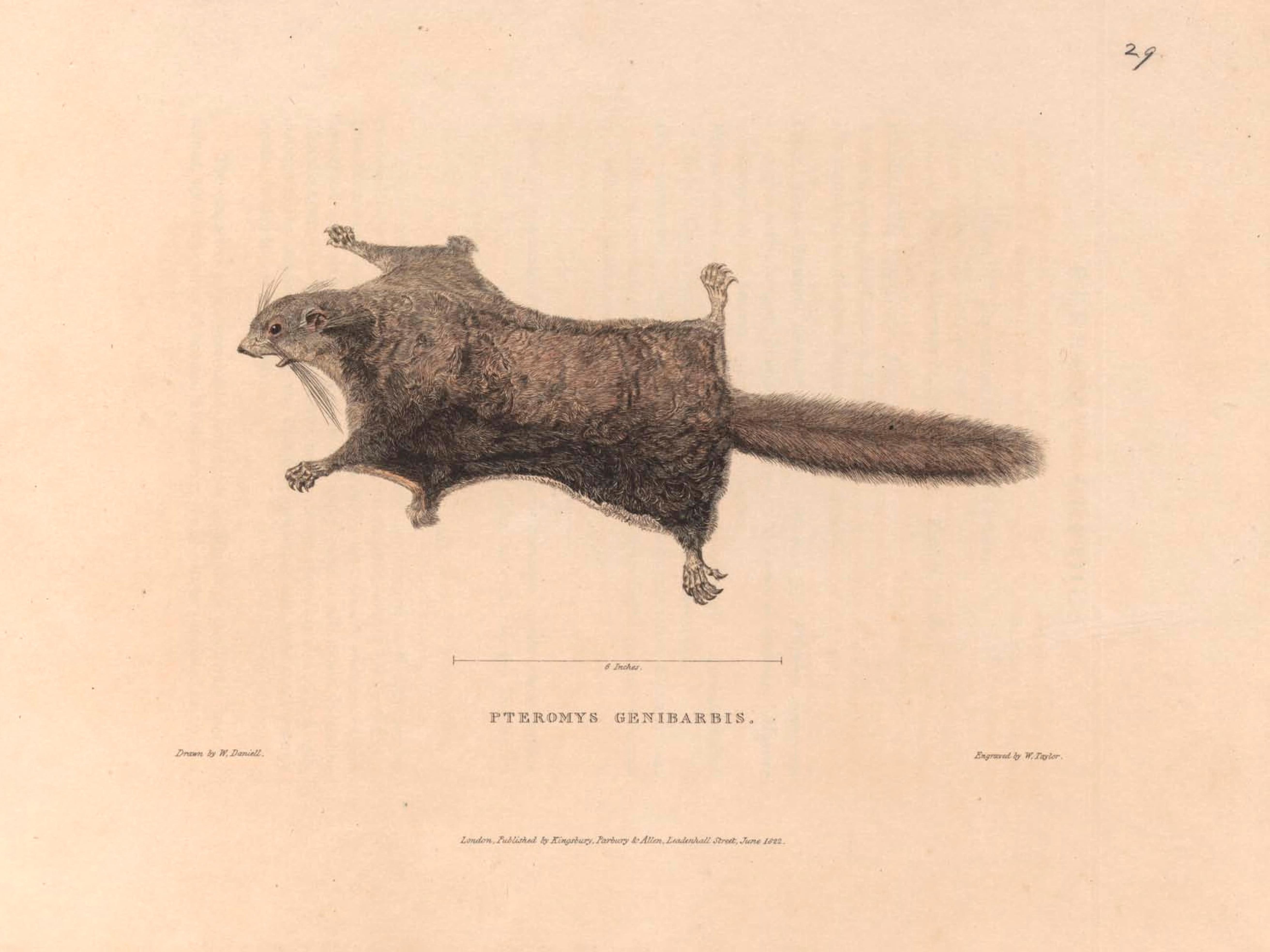
Petinomys genibarbis

- Petinomys crinitus (Hollister, 1911)
- Petinomys fuscocapillus (Jerdon, 1847)
- Petinomys genibarbis (Horsfield, 1822)
- Petinomys hageni (Jentink, 1888)
- Petinomys lugens (Thomas, 1895)
- Petinomys mindanensis (Rabor, 1939)
- Petinomys setosus (Temminck, 1844)
- Petinomys vordermanni (Jentink, 1890)

Selon Mammal Species of the World (version 3, 2005)  (3 août 2017) :
- Petinomys crinitus
- Petinomys fuscocapillus
- Petinomys genibarbis
- Petinomys hageni
- Petinomys lugens
- Petinomys mindanensis
- Petinomys sagitta
- Petinomys setosus
- Petinomys vordermanni